# Йохан II фон Геролдсек
Йохан II фон Геролдсек (на немски: Johann II von Geroldseck Freiherr zu Sulz; † 1485) от фамилията на господарите фон Геролдсек-Зулц, е фрайхер на Зулц на Некар.

## Произход
Той е най-малкият син на Конрад I фон Геролдсек († 1417) и Анна фон Урзлинген († сл. 1424), дъщеря на херцог Конрад VII фон Урзлинген († сл. 1372) и Верена фон Кренкинген. Брат е на Хайнрих VII фон Геролдсек († 1464), Георг I фон Геролдсек(† 1451/1453) и Райнолд фон Геролдсек († 1452), провост на Визенщайг.

## Фамилия
Йохан II фон Геролдсек се жени за Урсула фон Тутенщайн († сл. 1429). Те имат шест децата:
- Ханс фон Геролдсек († сл. 1485)
- Хайнрих фон Геролдсек († сл. 1485)
- Георг фон Геролдсек († сл. 1485)
- Конрад фон Геролдсек († сл. 1485)
- Бартоломеус фон Геролдсек († сл. 1485)
- Магдалена фон Геролдсек († сл. 1485)